# Prato-di-Giovellina
Prato-di-Giovellina (kors. U Pratu di Ghjuvellina) – miejscowość i gmina we Francji, w regionie Korsyka, w departamencie Górna Korsyka.
Według danych na rok 1990 gminę zamieszkiwało 39 osób, a gęstość zaludnienia wynosiła 3 osoby/km².